# Atomaria ochracea
Atomaria ochracea là một loài bọ cánh cứng trong họ Cryptophagidae. Loài này được Zimmermann miêu tả khoa học năm 1869.